# Serra do Rabaçal
A Serra do Rabaçal é uma serra portuguesa situada na freguesia de Pombalinho, concelho de Soure e Distrito de Coimbra. Está acerca de vinte quilómetros a Sudoeste da cidade de Coimbra e onze quilómetros de Soure. Tem altura máxima de 532 metros, valor atingido no vértice geodésico do Rabaçal. É nesta serra que é produzido o Queijo Rabaçal.